# Škrilje (Metlika, Slovenija)
Škrilje je naselje u slovenskoj Općini Metliki. Škrilje se nalazi u pokrajini Dolenjskoj i statističkoj regiji Jugoistočnoj Sloveniji. 

## Stanovništvo
Prema popisu stanovništva iz 2002. godine naselje je imalo 10 stanovnika.